# Vodonik-peroksid
Vodonik-peroksid (2) je plavičasto, u razblaženoj formi bezbojno, tečno jedinjenje vodonika i kiseonika. U vodenim otopinama vodonik-peroksid je slaba kiselina, koja disocira u dva stupnja. Metalni peroksidi se smatraju njegovim solima.

## Istorija
Vodonik-peroksid je prvi put dobio Lui Žak Teral 1918. godine reakcijom barijum-peroksida i azotne kiseline. Dodavanje hlorovodonične kiseline, a potom i kasnije isprobana reakcija sa sumpornom kiselinom, pokazala se kao posebno dobro rešenje jer se prilikom takve reakcije izdvaja barijum-sulfat.

## Dobijanje
Pre se vodonik-peroksid dobijao uglavnom elektrolizom sumporne kiseline:
{\displaystyle \mathrm {1)\ 2\ SO_{4}^{2-}\longrightarrow S_{2}O_{8}^{2-}+2\ e^{-}} }
{\displaystyle \mathrm {2)\ S_{2}O_{8}^{2-}+2\ H_{2}O\longrightarrow H_{2}O_{2}+2\ HSO_{4}^{-}} }
U laboratorijskim uslovima se dobija reakcijom peroksida sa kiselinama. Istorijski važan reagens je barijum-peroksid, koji reaguje u rastvoru sumporne kiseline gradeći vodonik-peroksid i barijum-sulfat:
{\displaystyle \mathrm {BaO_{2}+2\ H^{+}+SO_{4}^{2-}\longrightarrow H_{2}O_{2}+BaSO_{4}} }
- ΔfH0gas: −136,11 kJ/mol
- ΔfH0liq: −188 kJ/mol
- ΔfH0sol: −200 kJ/mol